# اکالگاده
اکالگاده (به لاتین: Achalgadh) در نپال است که در janakpur zone واقع شده‌است.

## خصوصیات
اکالگاده ۲٬۴۹۷ نفر جمعیت دارد.